# Сепеда, Мигель
Миге́ль А́нхель Сепе́да Эспино́са (исп. Miguel Ángel Zepeda Espinoza; 25 мая 1976, Тепик) — мексиканский футболист, полузащитник. В последнее время в клубе выступает на позиции нападающего. В 1999—2005 годах выступал за сборную Мексики.

## Карьера

### Клубная
Мигель Сепеда дебютировал в профессиональном футболе 13 ноября 1996 года, выйдя на поле за 7 минут до конца матча его клуба «Атлас» против команды «Гвадалахара», который закончился со счётом 2:2. Большинство своей карьеры полузащитник провёл именно за «Атлас» (в 1996—2001 и в 2009—2010 годах). По итогам Инвьерно-1997 был признан лучшим в номинации «Открытие сезона».
Во время Инвьерно-2001 Мигель перешёл в клуб «Крус Асуль», за который принял участие в четырёх небольших турнирах. В 2003 году, в период Апертуры, полузащитник перешёл в «Монаркас Морелия», но не добился там никаких успехов. В 2004 году, в разгар Клаусуры, Сепеда подписал контракт с клубом «Толука», но «Толука» вылетела в полуфинале в результате поражения от «Гвадалахары». Мигель принял решение вернуться в «Крус Асуль», подписав с клубом контракт на период Апертуры-2004 и Клаусуры-2005. По исходу этих турниров, полузащитник перешёл в «Сантос Лагуна», но особо там себя не проявив, в 2006 году подписал контракт с клубом «Америка». В «Америке» Сепеда провёл всего лишь пять игр и не забил ни одного гола, но всё же ему удалось вместе с клубом стать обладателем Кубка чемпионов КОНКАКАФ 2006. В этом же году, к началу Апертуры-2006, он перешёл в «Сан-Луис», но Мигель опять не смог себя особо проявить. За «Сан-Луис» он провёл 8 матчей и не забил ни одного гола. Следующим клубом полузащитника, в 2007 году, стал «Веракрус», но целиком повторилась история с «Америкой», игрок принял участие лишь в 5 матчах и не забил ни одного мяча. На основании множественных неудач, Мигель Сепеда решил закончить свою футбольную карьеру.
Спустя два года, в 2009 году, Сепеда решил вернуться в профессиональный футбол, подписав контракт со своим первым клубом — «Атласом». Очень много времени ушло на то, чтобы Мигель смог вернуть свою прежнюю форму. В 2009—2010 годах полузащитник провёл за «Атлас» 20 матчей и забил 7 голов.
В 2010 году Мигель перешёл в клуб «Универсидад де Гвадалахара» (ещё часто именуемый «Леонес Негрос»), выступающий в Лиге де Ассенсо, втором по силе дивизионе Мексики. За два года, проведённых в клубе, Сепеда принял участие в 37 матчах и забил 17 мячей. С 2012 года полузащитник вновь выступает за «Веракрус».

### В сборной
Мигель дебютировал в сборной Мексики в феврале 1999 года в матче против сборной Аргентины. Первым официальным для него турниром стал Кубок Америки по футболу 1999, где он забил один мяч и вместе с командой занял третье место на турнире. Следующим соревнованием стал Кубок конфедераций 1999, в финале которого Сепеде удалось забить два мяча в ворота сборной Бразилии, позволив этим сборной Мексики стать обладателем трофея. Матч закончился со счётом 4:3. Вместе со сборной, полузащитник выходил и в финал Кубка Америки 2001, но там мексиканцы со счётом 0:1 потерпели поражение от сборной Колумбии. В 2003 году Мигель Сепеда, вместе со сборной, стал обладателем Золотого кубка КОНКАКАФ 2003.
Все свои 8 голов за сборную Мигель провёл в первые 2 года пребывания в сборной. Больше мячей за сборную Сепеда не забил.
В 2005 году завершил своё выступление за сборную.

### Голы за сборную
| №  | Дата            | Место                                      | Соперник  | Счёт  | Результат | Соревнование                  |
| -- | --------------- | ------------------------------------------ | --------- | ----- | --------- | ----------------------------- |
| 1. | 17 июля 1999    | «Дефенсорес дель Чако», Асунсьон, Парагвай | Чили      | 2 : 1 | 2:1       | Кубок Америки по футболу 1999 |
| 2. | 4 августа 1999  | «Ацтека», Мехико, Мексика                  | Бразилия  | 1 : 0 | 4:3       | Кубок конфедераций 1999       |
| 3. | 4 августа 1999  | «Ацтека», Мехико, Мексика                  | Бразилия  | 3 : 2 | 4:3       | Кубок конфедераций 1999       |
| 4. | 5 февраля 2000  | «Гонконг», Ван Чай, Гонконг                | Япония    | 1 : 0 | 1:0       | Кубок Карлсберг 2000          |
| 5. | 8 февраля 2000  | «Гонконг», Ван Чай, Гонконг                | Чехия     | 1 : 2 | 1:2       | Кубок Карлсберг 2000          |
| 6. | 5 июля 2000     | «Технологико», Монтеррей, Мексика          | Венесуэла | 1 : 1 | 2:1       | Товарищеский матч             |
| 7. | 16 июля 2000    | «Роммель Фернандес», Панама, Панама        | Панама    | 1 : 0 | 1:0       | Отборочный турнир ЧМ-2002     |
| 8. | 3 сентября 2000 | «Ацтека», Мехико, Мексика                  | Панама    | 3 : 0 | 7:1       | Отборочный турнир ЧМ-2002     |

## Достижения
«Америка»
- Обладатель Кубка чемпионов КОНКАКАФ: 2006

 Сборная Мексики
- Обладатель Кубка конфедераций: 1999
- Финалист Кубка Америки: 2001
- Обладатель Золотого кубка КОНКАКАФ: 2003